# The Blues And Me
The Blues And Me foi um álbum lançado em 1992 pelo músico inglês Georgie Fame. Foi o segundo álbum de Fame lançado pela gravadora Go Jazz Records, pertencente a Ben Sidran.

## Faixas[3]
| N.º | Título                              | Compositor(es)                 | Duração |  |
| 1.  | "The Blues and Me"                  | Georgie Fame / Steve Gray      | 4:22    |  |
| 2.  | "I Want to Know"                    | Ray Charles                    | 3:33    |  |
| 3.  | "Maybe It's Because of Love"        | Percy Mayfield                 | 3:28    |  |
| 4.  | "How Long Has This Been Going On"   | George Gershwin / Ira Gershwin | 4:31    |  |
| 5.  | "Jumpin' with Symphony Sid"         | B. Rodriguez                   | 4:15    |  |
| 6.  | "Roll with My Baby"                 | Ray Charles                    | 4:17    |  |
| 7.  | "The Woodshed"                      | Georgie Fame / Peter King      | 3:52    |  |
| 8.  | "Bluesology"                        | Milt Jackson / Mike O'Neill    | 4:29    |  |
| 9.  | "Everybody Cryin' Mercy"            | Jackson Browne                 | 5:55    |  |
| 10. | "Blues for Ann-Marie"               | Georgie Fame                   | 4:23    |  |
| 11. | "I Almost Lost My Mind"             | Ivory Joe Hunter               | 4:51    |  |
| 12. | "Passed Me By"                      | Georgie Fame                   | 3:50    |  |
| 13. | "I Ain't Got Nothin' But the Blues" | Duke Ellington / Don George    | 3:58    |  |

## Pessoal[2]
- Georgie Fame – Piano, orgão, vocais
- Ronnie Cuber – saxofone
- Dr. John – Piano, Vocais
- Will Lee – baixo
- Chris Parker – bateria
- Grady Tate – bateria
- Peter King – saxofone
- Hugh McCracken – harmonica, Guitarra
- Mike Mainieri – Vibrafone
- Bob Malach – saxofone
- Paul Shaffer – orgão
- Stanley Turrentine – saxofone
- Phil Woods – saxofone